# بحيرة روتوفسي (هارتولا)
بحيرة روتوفسي هي بحيرة متوسطة الحجم تقع في فنلندا. وهي تقع ضمن بلدية هارتولا وجوتسا في مناطق فنلندا الوسطى وبايات هامي. نوعية المياه في البحيرة ممتازة يتدفق الماء إلى الأسفل إلى بحيرة جاسجيرفي. البحيرة تقع بالقرب من الطريق الوطني الفنلندي رقم 4، وتبعد حوالي 10 كم جنوبا من جوتسا.

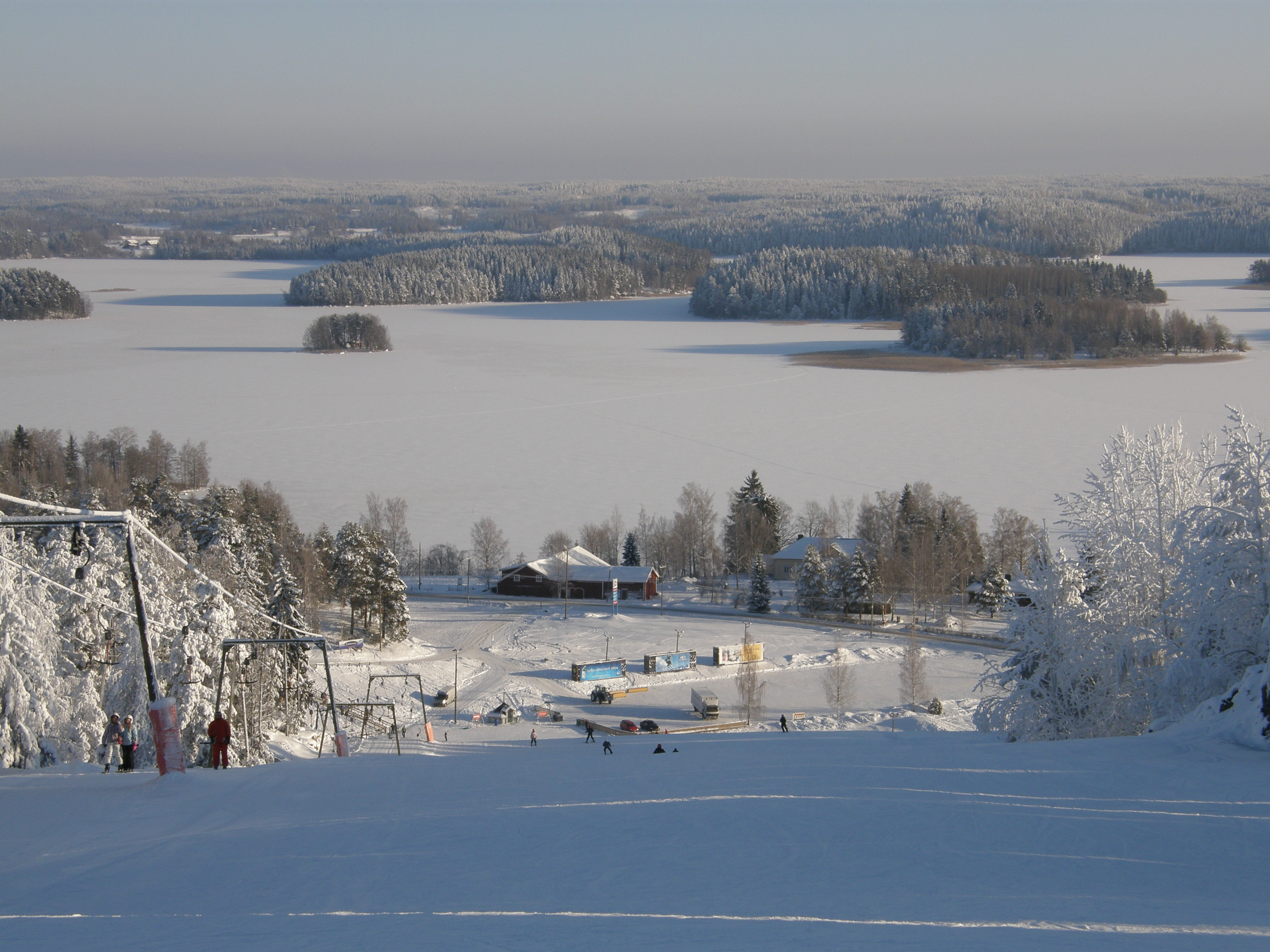
بحيرة روتوفسي في الشتاء